# Сијазбек
Сијазбек (званично Cyazback) је други албум групе Сија. Овај албум је изашао 1998. годину дана пре нато бомбардовања на Србију. Албум је доживео велики успех.

## Нумере
Албум садржи следећих 11 песама:
1. Сиазбек - 3:54
2. Шанавалава - 4:01
3. Краљ Блејања - 3:56
4. Метак - 5:27
5. Као бомба - 3:16
6. Сам против Свих - 5:08
7. Јелена - 3:48
8. Цео Живот је Срање - 3:45
9. Кућа бола (ремикс ) - 4:13
10. У Вожњи Кроз Град - 4:37
11. Сиазбек (бонус ) - 4:13